# Atentado al consulado de Venezuela en Portugal
El atentado al consulado de Venezuela en Portugal, fue un ataque perpetuado por un objeto explosivo en la madrugada del sábado 11 de enero de 2025 contra la misión diplomática venezolana en Lisboa, Portugal, durante el ataque no se reportó ningún herido según informó la policía portuguesa.

## Ataque
Hacia las 21:50 a 22:00 horas el Consulado General de Venezuela un hombre no identificado vestido con ropa oscura y que viajaba en una motoneta scooter arrojó un artefacto incendiario similar a una "especie cóctel Molotov" contra una de las paredes del edificio diplomático. El ataque se produjo cuando el consulado se encontraba cerrado, el incidente ocurre un día después de que Nicolás Maduro fuese juramentado nuevamente como presidente en medio de tensiones políticas dentro de Venezuela.

### Ataques a otros consulados
Aparte del Consulado en Lisboa, el gobierno de Nicolás Maduro denuncia ataques a sus consulados en Frankfurt (Alemania), Medellín (Colombia), Vigo (España), San José (Costa Rica),Oslo (Noruega) y La Paz (Bolivia).

## Investigaciones
Según informó la Policía de Seguridad Pública Metropolitana de Lisboa, fueron alertados a través de una llamada la noche del sábado donde acudieron y establecieron un perímetro de seguridad, el caso está siendo investigada a la Policía Judicial quién llevará las investigaciones, además según informó la policía no se reportaron heridos en los hechos salvo «daños materiales». Sin embargo periodistas de investigación denunciaron que este es un plan organizado por el propio gobierno para culpar a María Corina Machado y a su grupo de comanditos para simular la juramentación fraudulenta del nuevo gobierno.

## Reacciones
- Portugal: el ministro de Relaciones Exteriores de Portugal Paulo Rangel publicó un mensaje condenando lo ocurrido en el consulado «El Gobierno portugués condena vehemente el ataque al consulado de Venezuela en Lisboa. Estableció un refuerzo inmediato de la seguridad y una adecuada investigación policial. Es un acto intolerable. La inviolabilidad de las misiones diplomáticas tiene que ser respetada en todos los casos».[9]
- Venezuela
  -  Venezuela: a través de Telegram el ministro de Relaciones Exteriores de Venezuela Yván Gil comunicó que «este sábado, el fascismo ha atacado con bombas incendiarias nuestra sede del Consulado General en Lisboa, Portugal, atentando contra los servicios que se prestan a nuestros compatriotas» y «las agresiones irracionales de los grupos desquiciados no podrán revertir los avances de la Revolución Bolivariana», añadió Gil, agradeciendo «la rápida intervención de las autoridades portuguesas».[10][11][12] El 13 de enero Yván Gil denunció que fueron vandalizadas cinco embajadas en total incluyendo Lisboa (Portugal), Frankfurt (Alemania), Medellín (Colombia), Vigo (España) y San José (Costa Rica).[13]
  -  Venezuela: en un comunicado expreso por la oposición venezolana a través del Comando Con Venezuela rechazaron y condenaron los hechos ocurridos diciendo «Rechazamos y condenamos categóricamente cualquier acto de violencia, y nos sumamos al llamado que reitera la inviolabilidad y protección de las misiones diplomáticas y la importancia de su resguardo, conforme a lo estipulado en el derecho internacional».[14]
- Cuba: El ministro de Relaciones Exteriores del gobierno cubano Bruno Rodríguez se pronunció por lo sucedido a través de redes sociales «Condenamos el atentado terrorista contra el Consulado General de Venezuela en Lisboa, Portugal», escribió el canciller cubano.[15]